# Vicei református templom
A vicei református templom műemlékké nyilvánított templom Romániában, Beszterce-Naszód megyében. A romániai műemlékek jegyzékében a BN-II-a-A-01728 sorszámon szerepel.

## Leírása
A jelenlegi református templom hajója valószínűleg XIV. századi, de lehetséges, hogy a XIII. századból származik, kivéve egy szakaszát, melyet a XIII. században átépítettek. A XV. században új szentélyt építettek a kor gótikus stílusában. Ezt képviseli a gótikus bordás boltozat lekerekített aljú, üres pajzsokat mutató záróköveivel és gúla alakú gyámköveivel. Cintermének kapuján az 1688-ból származó felirat volt olvasható : Pax intrantibus (Békesség a belépőknek). Vice a XVII. századtól kezdődően napjainkig református anyaegyház.